# Арбегаст, Уильям
Уильям Джон Арбегаст, младший (11 апреля 1951 года, город Давенпорт, штат Айова — 28 ноября 2009 года, Рапид-Сити, Южная Дакота) — американский инженер-металлург, инженер-механик, специалист по сварке трением.

## Биография
Уильям Джон Арбегаст — младший сын Уильяма Джона Aрбегаста старшего и Глории Флоренс Арбегаст, урожденной Кампс.
У них было также две дочери, Линн Стовер и Кэти Паттерсон.
Уильям Джон получил степень бакалавра в области металлургического машиностроения в Колорадской горной школе в Голдене, штат Колорадо. С 1974 года он работал металлургом в компании Мартин Мариетт в Денвере, штат Колорадо, где он испытывал металлы и неметаллы для ракеты-носителя и разрабатываемых многоразовых космических кораблей Спейс шаттл. Там он стал крупным специалистом в области производства и методов испытаний аэрокосмических компонентов:
- термическая обработка металлов;
- сварка;
- химическое фрезерование;
- неразрушающий контроль;
- обработка материалов.

Впоследствии он работал начальником отдела материаловедения лаборатории тестирования материалов в компании Мартин Мариетт, сосредоточившись на испытаниях различных конструкционных и топливных материалов. Там он впервые исследовал формуемость и свариваемость нового метастабильного бета-титанового сплава (Ti-15V-3Cr-3Al-3Sn), трещиностойкость и рост усталостных трещин в титановых отливках (Ті-6Al-4v), композитов на алюминиевой основе с металлической матрицей (6061-17 %SiC).
Позже он работал заместителем руководителя подразделения по исследованиям и технологям для космических ракет-носителей, работал во взаимодействии с Министерством обороны, НАСА и подразделениями компании Мартин Мариетт.
В 1990 году он получил ученую степень в области металлургии и материаловедения в Колорадской горной школе в Голден, штат Колорадо.
В 1996 году он вернулся в бывшую компанию Мартин Мариетт, названную теперь как Локхид Мартин, где разработал метод соединения металлов в помощью ротационной сварки трением для создания пусковой ракеты носителя (EELV).
Там же он разработал промышленное применение сварки трением для изготовления внешних топливных баков для Спейс шаттлов из высокопрочного алюминиевого сплава 2219 и очень легкого алюминиево-литиевого сплава AA2195, которые не могли быть сварены обычными методами сварки.
Уильям Джон Арбегаст основал и руководил Национальным научным фондом университета South Dakota School of Mines and Technology.

## Патенты по сварке трением
- «Shape Memory Alloy Fastener», US Patent 5,120,175, June 9, 1992
- «Friction Stir Conduction Controller», US Patent 6,168,066, January 2, 2001
- «Method of Using Friction Stir Welding to Repair Weld Defects and to Help Avoid Weld Defects in Intersecting Welds», US Patent 6,230,957, May 15, 2001
- «Friction Stir Welding as a Rivet Replacement Technology», US Patent Application 10/217,179, August 12, 2002
- «Method for Making Large Composite Structures without Use of an Autoclave», US Patent 6,582,539
- «Apparatus and Method for Friction Stir Welding using Filler Metal», US Patent 6,543,671